# Прва влада Аврама Петронијевића

## Чланови владе
| Функција                                         | Слика | Име и презиме           | Детаљи |
| ------------------------------------------------ | ----- | ----------------------- | --- |
| Представник књажески и попечитељ иностраних дела |       | Аврам Петронијевић      | |
| Представник књажески и попечитељ иностраних дела |       | Паун Јанковић           | Директор Књажевске Канцеларије, од 26.4/8.5. 1840. отправник дужности у одсуству Представника књажеског и попечитеља иностраних дела |
| Попечитељ внутрених дела                         |       | Ђорђе Протић            | |
| Попечитељ правосудија и јавног настављенија      |       | Стефан Стефановић Тенка | |
| Попечитељ финансија                              |       | Алекса Симић            | |